# Американский бурый пеликан
Америка́нский бу́рый пелика́н (лат. Pelecanus occidentalis) — птица семейства пеликановых. Самый маленький из пеликанов: длина его тела не превышает 137 см, а масса 4,5 кг. Легко отличим по характерной расцветке: оперение бурое, голова белая с охристо-жёлтым теменем, клювом сероватый, горловой мешок почти чёрный и ноги чёрные.
Гнездится он по морским побережьям Атлантического и Тихого океанов. На атлантическом побережье распространён от Новой Шотландии до Антильских островов, редко до Гайаны. На тихоокеанском — от Британской Колумбии до островов у побережья Чили, изредка встречается на Огненной Земле, обычен на Галапагосских островах. Внутри материка встречается редко. Американские бурые пеликаны совершают сезонные перелёты.

## Образ жизни и питание
Гнездятся американские бурые пеликаны либо на земле (неглубокие ямки), либо на кустах и низких деревьях (гнёзда). Пик гнездования приходится на март-апрель. Американские бурые пеликаны, которые вместе с бакланами и олушами населяют пустынные и безводные островки вдоль чилийского побережья, способствуют накоплению в этих местах многометровых слоёв гуано.

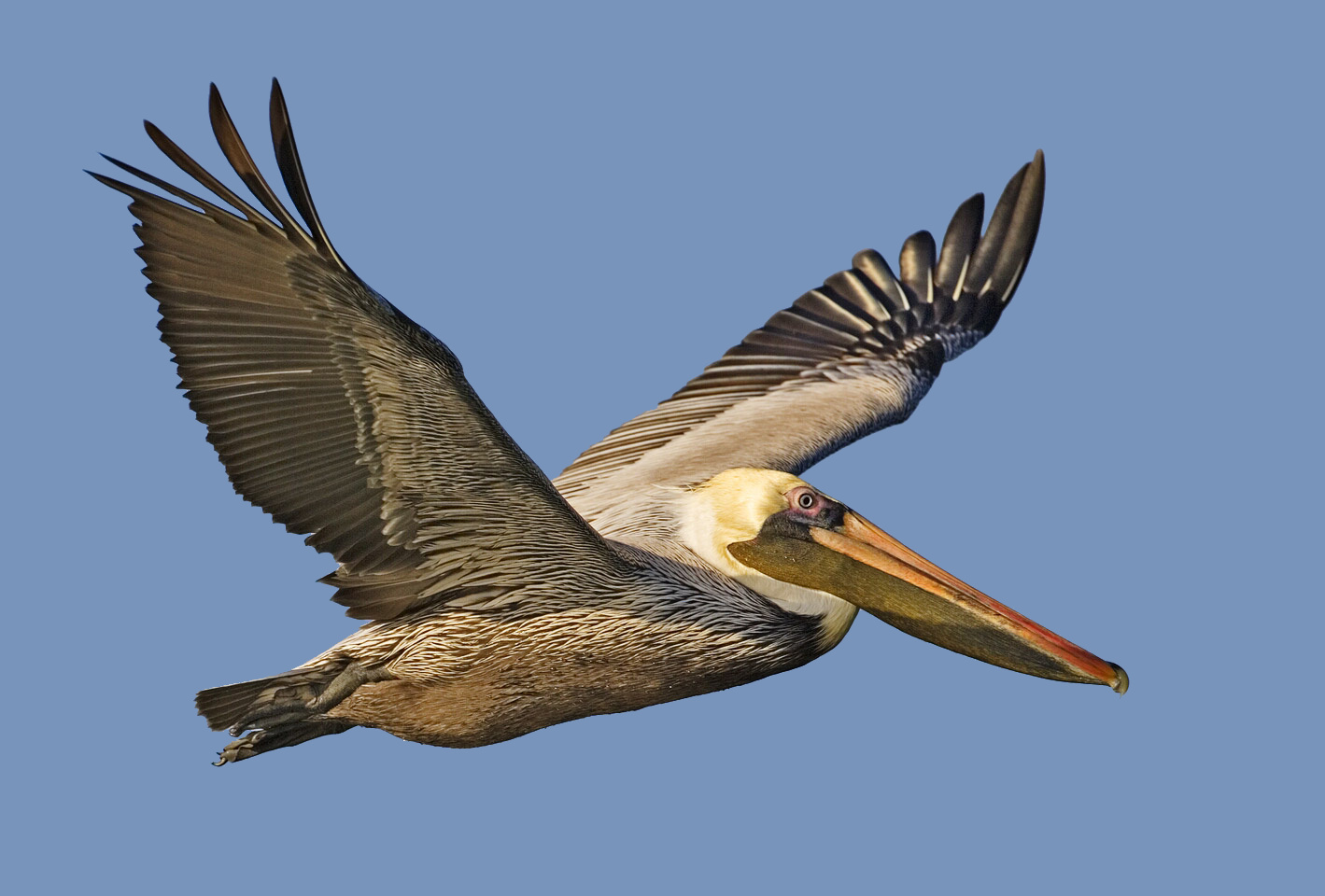

Кормится американский бурый пеликан в морских водах. 90—95 % его рациона составляет менхэден; ловит он также бычков, сельдей, кефалей, иногда ракообразных, чаще всего креветок. 
Американский бурый пеликан летает на максимальной высоте от 18 до 21 м над водой. Заметив стаи рыб, он ныряет клювом вперед, как зимородок. Часто полностью погружается под поверхность воды на мгновение, когда хватает добычу. Это единственный пеликан, который добывает пищу в основном ныряя, все остальные сохранившиеся пеликаны просто плавают на поверхности воды во время поиска пищи. Вынырнув на поверхность, он выплескивает воду из своего горлового мешка, прежде чем проглотить добычу.

## Подвиды
Выделяют пять подвидов:
- Pelecanus occidentalis californicus Ridgway,1884
- Pelecanus occidentalis carolinensis Gmelin, 1789
- Pelecanus occidentalis occidentalis Linnaeus, 1766
- Pelecanus occidentalis urinator Wetmore, 1945 — Галапагосские острова
- Pelecanus occidentalis murphy Wetmore, 1945

## Статус популяции
В 1960 гг. популяция американских бурых пеликанов резко сократилась из-за того, что они поедали рыбу, содержавшую ДДТ и другие сильные пестициды. Поскольку ДДТ нарушает кальциевый обмен, скорлупа пеликаньих яиц сильно утончалась и ломалась при насиживании. Популяция отчасти восстановилась после запрещения ДДТ, однако ареал бурого пеликана уменьшился. 
Американский бурый пеликан изображен на флаге штата Луизиана и гербе Барбадоса.